# Hommelstø
Hommelstø is een plaats in de Noorse gemeente Brønnøy, provincie Nordland. Hommelstø telt 284 inwoners (2007) en heeft een oppervlakte van 0,71 km².